# 特異日
特異日（とくいび）とは、その前後の日と比べて偶然とは思われない程の高い確率で、特定の気象状態（天気、気温、日照時間など）が現れる日のこと。特異日は世界的に認められた概念であり、英語では「シンギュラリティ（singularity）」と呼ばれる。
転じて気候以外にも、何らかの政治的事件が集中して起こる日を指すこともある。

## 概説
特異日に関する研究は1920年代にドイツの気象学者アウグスト・シュマウスによって行われた。シュマウスは特異日を「ジンギュラリテート」と呼んだ。
気温の特異性に関しては、実際のデータを用いて多変量解析を行うことにより特異性があるか否か（ある特定の日が特異日であるといえるか否か）を統計的に検定することができる。
厄日とは異なることに注意しなければならない。厄日は暦の上から言われるもので、特に農業上の注意を喚起するもの、例えば二百十日などがよく知られるが、特異日とは無関係である。実際、過去の統計を見ると8月末と9月中旬の台風襲来の山にはさまれ、二百十日頃の台風襲来は非常に少ない。

## 日本（主に東京）の特異日の例
- 1月16日 - 晴れの特異日。
- 3月14日 - 晴れの特異日。
- 3月30日 - 雨の特異日。
- 4月6日 - 花冷えの特異日。
- 6月1日 - 晴れの特異日。
- 6月28日 - 雨の特異日。東京では53%の確率で雨が降る。
- 7月17日 - 雨の特異日。石原裕次郎の命日に当たり森田正光が「裕次郎雨」と名づけた事でも知られる。
- 8月18日 - 猛暑の特異日。
- 9月12日 - 雨の特異日。
- 9月17日 - 台風襲来の特異日。統計上、台風が日本列島に上陸する回数が多い。
- 9月26日 - 台風襲来の特異日。統計上、台風が日本列島に上陸する回数が多い。
- 11月3日 - 晴れの特異日。

## 特異日ではないとされるもの
特異日は、ある気象状態が、「その前後の日と比べて」大きな確率で現れる日のことである。従って、例えば毎年ある特定の日に晴れが多い場合であっても、その前後の日も晴れが多い（即ち、晴れの多い季節である）ならば、特異日とは呼ばれない。

### 10月10日
「10月10日が東京の晴れの特異日であったことから、1964年の東京オリンピックの開会式の日に選ばれた」と言われているが、10月10日は統計的に晴れが多い日とは言いがたい。1959年発行「気象学ハンドブック」によれば、10月の特異日は14日とされている。
また、2012年4月5日放送の『ビーバップ!ハイヒール』では、以下のエピソードが紹介された。1959年に日本オリンピック委員会から気象庁の大野義輝に「日本の戦後の復興を世界に見せるために、絶対に晴れる日を開会式に選びたい」との依頼があり、秋晴れの10月がまず選ばれた（5月の五月晴れではヨーロッパの選手が寒い時期に調整となるため配慮された）。大野の調査結果では10月に最も晴れる確率が高いのは15日、次点が10日であった。日本オリンピック委員会は1964年は10月15日は木曜日と平日なのに対し、10日は土曜日であることを重視し、10月10日に決定した。

### 7月7日
七夕にもかかわらず晴れる確率が低いことで知られるが、雨や曇りの特異日というわけではない。これは、グレゴリオ暦では梅雨時のために、前後の日も同様に雨や曇りが多いためである。もともと七夕は旧暦などの太陰太陽暦の7月7日に行われていた行事であり、梅雨明け後で晴天率の高い、おおむねグレゴリオ暦の8月における月齢およそ6の月が南西の空に輝く夜がその日であった。

### 大学入学共通テストの日
大学入学共通テストやその前身の大学入試センター試験の行われる日は雪の特異日と言われることがあるが、それは厳冬期で雪が降りやすい時期であり、降雪があるとニュースになるため記憶によく残るだけで、気象学や統計学的には天候に特定の偏りはなく、実際には特異日ではない。また、同試験に実施日は毎年同じ日ではなく、たとえ毎年この日が雪であるとしても、「○月○日は大雪の特異日」という言い方ができない。なお、東京ではセンター試験が開始された1990年から2013年までセンター試験当日に降雪があった日は5日しかない。

## 特異日の変化
上記のような特異日は長らく固定されたものではなく、長周期の変動が見られるものも多い。例えば、晴れの特異日とされる文化の日（11月3日）は、第2次世界大戦前は確かに晴天の回数が多く、特異日であったが、1950年代から1960年代初めにかけてはしばしば雨になり、気象学関係者の間では特異日から外す意見もあった。その後持ち直し、晴れることが多くなっている。また台風の特異日である9月26日は、1950年代は極めて明瞭で、洞爺丸台風・狩野川台風・伊勢湾台風のような顕著なものだけでなく、台風の接近・上陸が多かったが、1960年代からその傾向は弱まり始め、特異日の資格を失っている。
こうした変動の理由は、特異日の発生原因が不明であることと関連して、まだはっきりしない。

## 特異日の原因
特異日が起こる原因については分かっておらず、幾つかの仮説が立てられている。
その一つに、地球外に原因を求めるものがある。彗星が太陽に接近して尾ができるのは、表面の物質が太陽の熱で気化し、太陽風や光圧で飛ばされるためであるが、そのため彗星の通過した後には細かな宇宙塵の帯が残る。彗星が地球の軌道を横切った場合は、地球は毎年ほぼ同じ時期に彗星の残した塵の帯の中を通ることになる。それは流星雨のような現象をもたらすと共に地球の天気現象にも影響し、それが特異日の原因となっているという説である。
また、地球内に原因を求める説もある。季節変化により、大気の大きな流れがある特別の日に急に変わることによって特異日が生ずる、という説である。
一方、直接的な原因は存在せず、単なる偶然であるという見方もある。サイコロの各目が出る確率が1/6であるのはよく知られているが、それは多くの試行を行った場合のことで、少数回では特定の目が続けて出たり、集中したりすることがある。あるいは乱数表や、非常に優れた乱数であるとされる円周率でも、所々に特定の数が集中したり連続することが見られる。これを群発生と呼ぶが、特異日も同じであるとするものである
ただし、上記のような説では、特異日について部分的に説明することはできるが、多様で数も多い特異日をすべてそれらの範疇に収めるのは難しく、結局原因については不明である。

## 政治史
政治史では、歴史を変える事件が集中して起こった日を「特異日」という場合がある。特にドイツでは11月9日に政治的大事件が起こっているため、大きな意味を持つ。
11月9日にドイツで起きた事件（→運命の日）
- ウイーン十月蜂起に参加したロベルト・ブルーム（英語版）が処刑される（1848年）
- ドイツ革命勃発（1918年）
- ミュンヘン一揆鎮圧（1923年）
- 水晶の夜（1938年）
- ドイツの学生運動APO（英語版）が「タラール（＝大学教授のガウン）の下には千年来のカビ」のスローガンを掲げて大学民主化を求める（1967年）
- ベルリンの壁崩壊（1989年。東ドイツ政治局員ギュンター・シャボフスキーが誤って「国境が開放される」と発表してしまったのが11月9日。壁の撤去開始は翌日11月10日。）

その他の国の政治史における11月9日
- ブリュメールのクーデター（1799年、フランス）
- 大政奉還（1867年、日本）
- ドナルド・トランプが大統領選挙で当選（2016年、米国。投票日が11月8日で、結果の判明が翌日11月9日）[10]